# Panasonic (marchio)

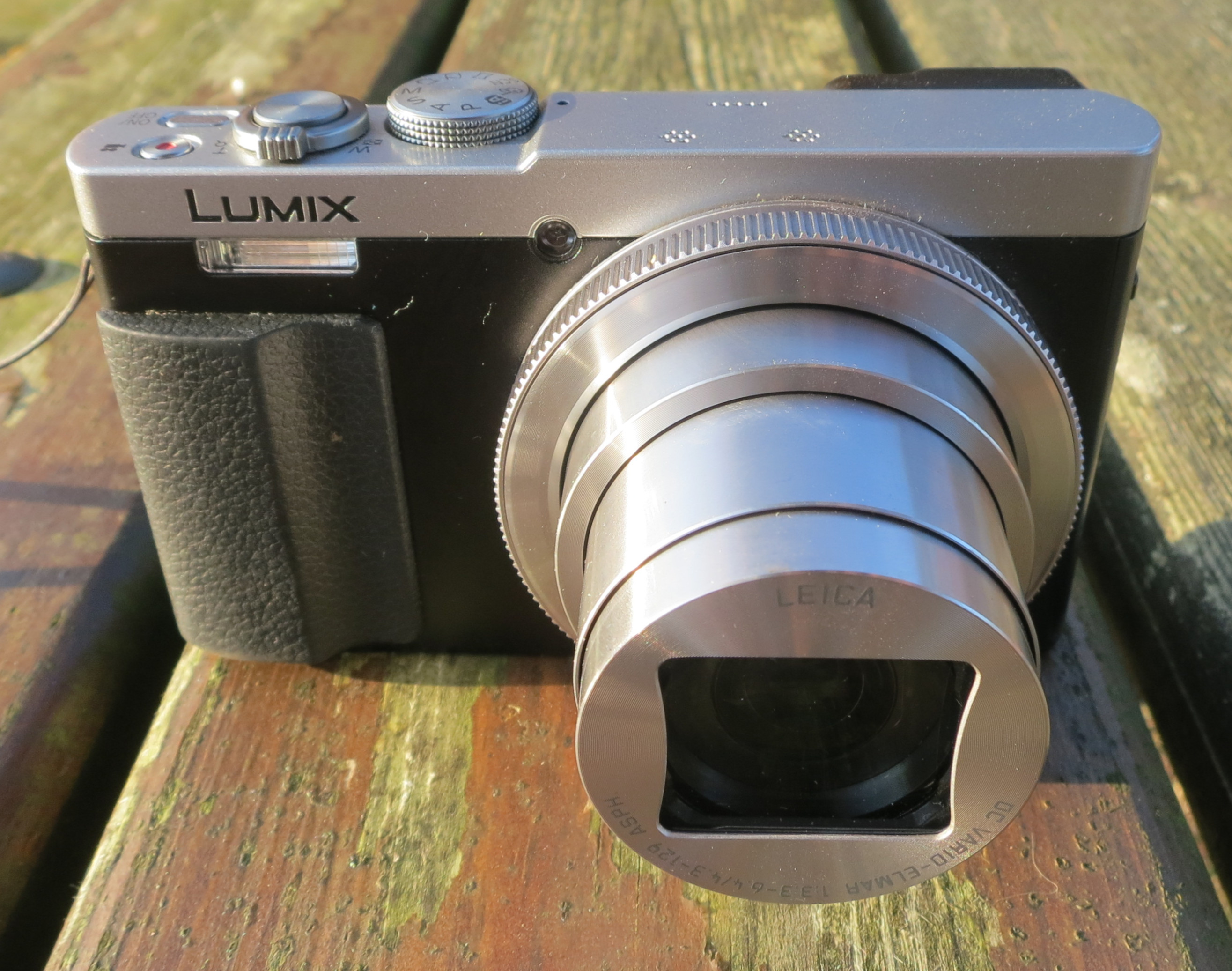
Panasonic Lumix DMC TZ70

Panasonic (パナソニック?, Panasonikku) è il marchio utilizzato dal gruppo industriale Panasonic (ex Matsushita) per commercializzare i propri prodotti di elettronica di consumo. Gli altri marchi utilizzati dal gruppo sono Sanyo nel campo della radiofonia e supporti magnetici, Technics per l'alta fedeltà, Lumix per la fotografia digitale.  e Quasar che è utilizzato per i prodotti elettronici prodotti da società minori di terze parti.

## Storia
Il nome Panasonic  deriva dalle parole "Pan", che significa universale, e "Sonic" (dall'inglese), che significa sonico . Venne ideato e lanciato dallo stesso fondatore Kōnosuke Matsushita nel 1955, quando i suoi prodotti, fino ad allora noti con il solo marchio National, penetrarono nel mercato statunitense. Questa scelta fu dovuta al fatto che, negli USA, "National" era un marchio registrato da un'altra azienda.
Da allora ebbe inizio un inarrestabile periodo di espansione, e successivamente, Panasonic sbarcò anche in Europa, tra cui in Italia, dove Panasonic entrò nel mercato dell'elettronica soltanto nel 1980, con la creazione di una filiale a Milano, la Panasonic Italia S.p.A.

## Attività
La produzione del marchio è per gran parte situata nell'Estremo Oriente . Vi sono anche insediamenti produttivi in Europa (Germania, Repubblica Ceca e Slovacchia) , da dove provengono la maggior parte dei prodotti Panasonic commercializzati nel vecchio continente e nel Nord America.  Panasonic, inoltre, collabora da tempo in Turchia con l'azienda elettronica Vestel, per la produzione e commercializzazione delle proprie televisioni LCD inerenti al settore entry level. 
Le sedi commerciali sono 169 , e sono sparse in tutto il mondo. Per pubblicizzare il marchio è stata scelta la Formula 1, specificamente il team Toyota e tra il 1984 ed il 1992 sponsorizzò una squadra ciclistica.  Nel 2009 avviene la fusione per incorporazione della Sanyo, creando così il più grande polo al mondo nel settore dell'hi-tech, che sarà leader nel campo delle batterie al litio per impianti fotovoltaici.
A partire da marzo 2010 Panasonic, da semplice marchio d'impresa, è diventato anche il nuovo nome della Matsushita Electric Industrial.